# Bob Andy
Bob Andy   (Kingston, 28 d'octubre de 1944 - Kingston, 27 de març de 2020), de naixement Keith Anderson, fou un cantant i compositor jamaicà de reggae àmpliament considerat com un dels compositors més influents d'aquest gènere.

## Carrera
Bob Andy fou membre fundador dels Paragons juntament amb Tyrone (Don) Evans i Howard Barrett amb els quals va gravar temes de gran importància durant l'època del Rocksteady entre els quals cal destacar «The Tide Is High». L'any 1976 comença la seva carrera musical en solitari amb el tema «I've Got to Go Back Home» al que van seguir altres com «Feeling Soul», «My Time», «Going Home», i «Too Experienced», mentre col·laborava com a compositor al mític estudi de Kingston Studio One de Coxsone Dodd.
L'any 1970 publica juntament amb la Marcia Griffiths i de la mà de Harry J, una versió del tema «Young, Gifted and Black» de Nina Simone que els portarà com a Bob and Marcia al reconeixement mundial, especialment a Anglaterra i Europa on arribaran a vendre mig milió de discos i on la cançó encara és radiada avui en dia.
L'any 1974 Bob and Marcia se separen, ja que ella passa a formar part de les I-threes que acompanyaven Bob Marley. Bob Andy continuarà gravant fins al 1978 quan es retira per centrar-se en la seva carrera com a actor.
L'any 1997 grava un nou àlbum produït per Willie Lindo anomenat Hangin' Tough.
El govern jamaicà va concedir a Keith «Bob Andy» Anderson l'Order of Distinction en el rang de comandant l'octubre de 2006 per la seva contribució al desenvolupament de la música jamaicana.

## Discografia

### Àlbums
- «Bob Andy's Song Book» (1970)
- «Really Together» (Bob and Marcia)
- «Sweet Memories» (Bob and Marcia)
- «Lots of Love and I» (1978)
- «Friends» (1983)
- «Freely» (1988)
- «Hanging Tough» (1997)
- «Reggae Land» (2006)

### Composició
- «Check It Out» - Tony Rebel
- «Feel Like Jumping» Marcia Griffiths
- «Fire Burning» Tony Rebel, Marcia Griffiths
- «Half Idiot» Cutty Ranks
- «I've Got to Go Back Home» Freddie McGregor
- «Melody Life» Steely & Clevie
- «My Time» Gregory Isaacs, Barrington Levy, Ocean Colour Scene
- «Peace of Mind» Harry J & His Friends
- «Really Together» Jeb Loy Nichols
- «The Right Track» Mickey General
- «Too Experienced» The Bonedaddys, Ms. Dynamite
- «Unchained» Sanchez